# Liste der Naturdenkmale in Rot an der Rot
| Naturdenkmale | Anzahl |
| ------------- | ------ |
| FND           | 0      |
| END           | 1      |
| Gesamt        | 1      |

Die Liste der Naturdenkmale in Rot an der Rot nennt die verordneten Naturdenkmale (ND) der im baden-württembergischen Landkreis Biberach liegenden Gemeinde Rot an der Rot. In Rot an der Rot gibt es insgesamt ein als Naturdenkmal geschütztes Objekt, es gibt kein flächenhaftes Naturdenkmal (FND), es handelt sich um ein Einzelgebilde-Naturdenkmal (END).
Stand: 1. November 2016.

## Einzelgebilde (END)
| Name                      | Bild | Kennung     | Einzelheiten   | Position | Fläche Hektar | Datum        |
| ------------------------- | ---- | ----------- | -------------- | -------- | ------------- | ------------ |
| Rotbuche in Konradsweiler | BW   | 84261000034 | Rot an der Rot | ⊙        | 0,0           | 8. Aug. 2000 |
| Legende für Naturdenkmal  |      |             |                |          |               |              |